# 王桥镇 (襄垣县)
王桥镇，是中华人民共和国山西省长治市襄垣县下辖的一个乡镇级行政单位。

## 行政区划
王桥镇下辖以下地区：
五阳煤矿社区、王桥村、洛江沟村、西山底村、东山底村、南沟村、五阳村、天仓村、上王村、官道村、郭庄村、米坪村、善政村、黄岩村和安德村。